# Městský stadion (Poznaň)
Stadion Miejski (česky Městský stadion) nebo také INEA Stadion je fotbalový stadion v Poznani. Na tomto stadionu hraje své domácí zápasy polský fotbalový klub Lech Poznań. Rekordní návštěva byla v roce 1984 při zápase Lech Poznań – Widzew Łódź, kdy přišlo 45 000 diváků. Hrály se zde tři zápasy Eura 2012.

## EURO 2012
Na stadionu se odehrála následující utkání Mistrovství Evropy 2012:
| Datum           | Čas (SELČ) | Tým #1                           | Výsledek | Tým #2                                  | Kolo      | Reference |
| --------------- | ---------- | -------------------------------- | -------- | --------------------------------------- | --------- | --------- |
| 10. června 2012 | 2045       | Irsko 19' St Ledger              | 1:3      | Chorvatsko 3' 48' Mandžukić 43' Jelavić | Skupina C | Report    |
| 14. června 2012 | 1800       | Itálie 39' Pirlo                 | 1:1      | Chorvatsko 72' Mandžukić                | Skupina C | Report    |
| 18. června 2012 | 2045       | Itálie 35' Cassano 90' Balotelli | 2:0      | Irsko                                   | Skupina C | Report    |

## Galerie

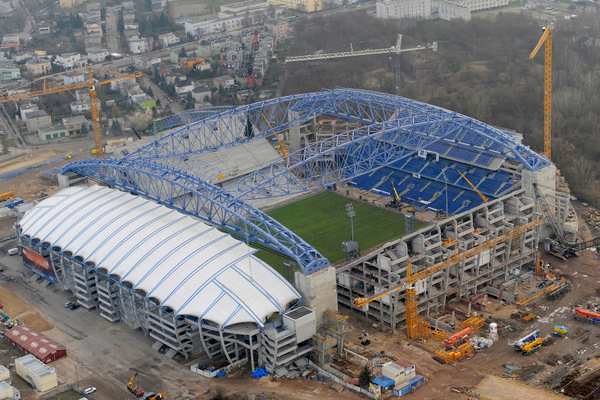
Přestavba (2009)
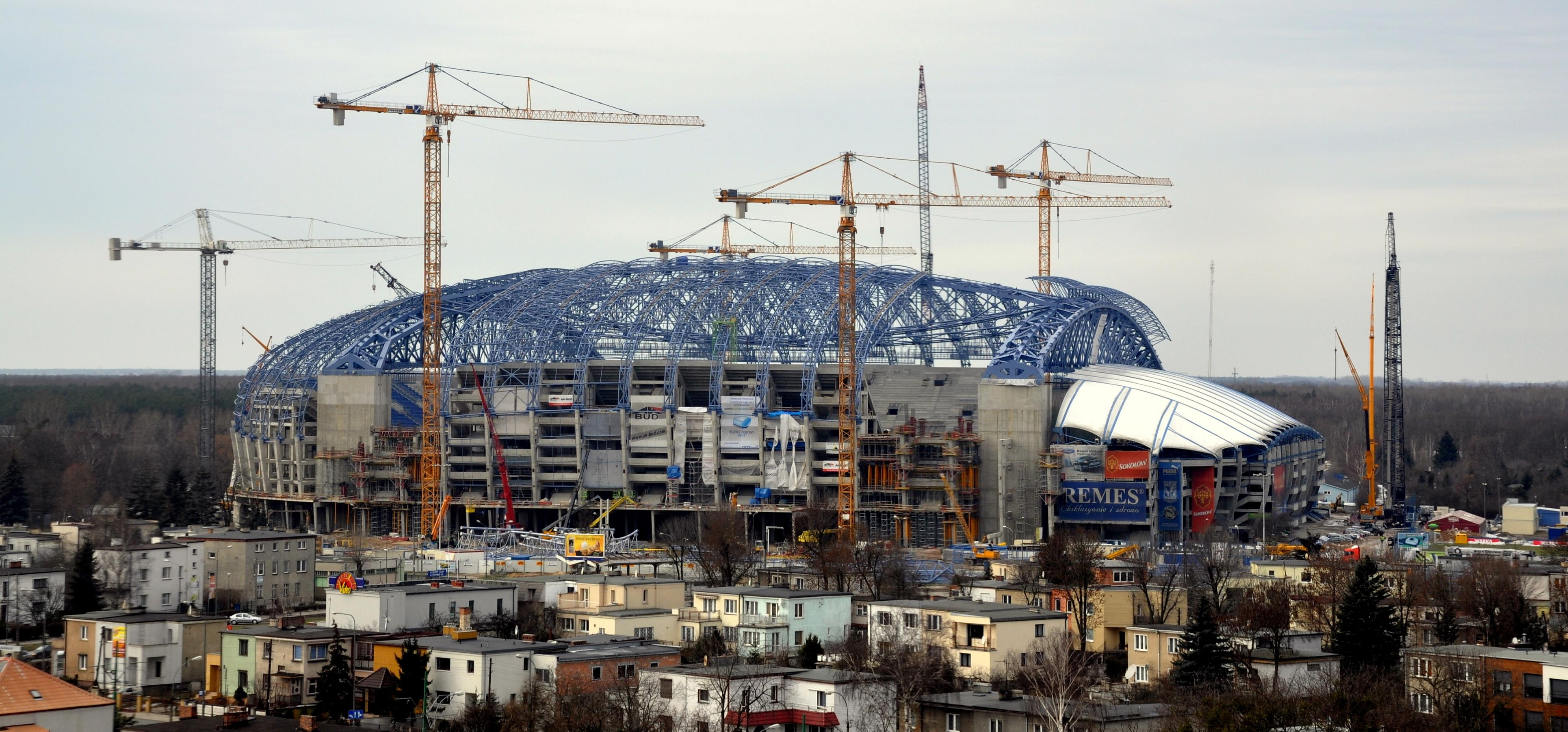
Přestavba (březen 2010)
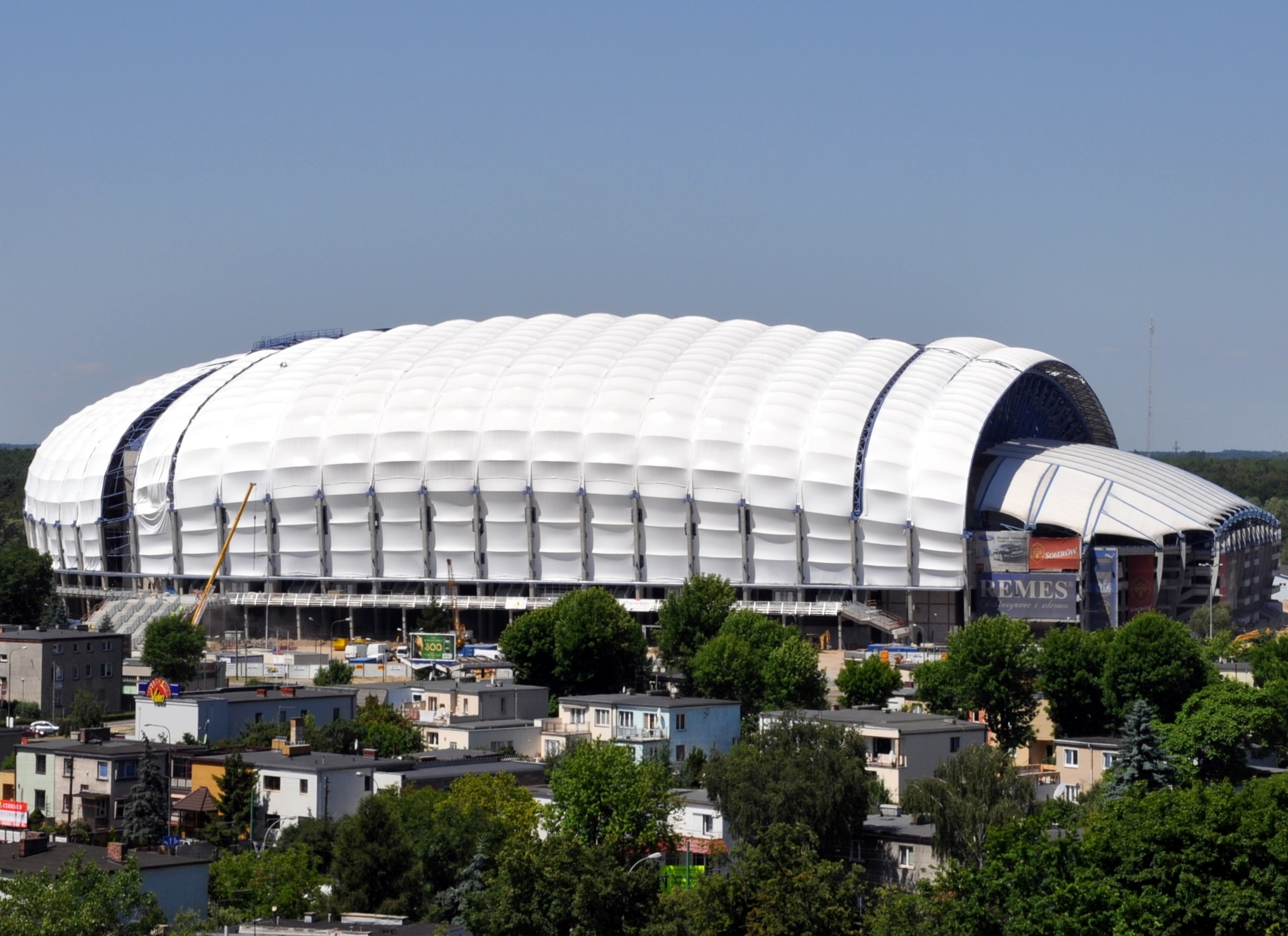
Přestavba dokončena (2010)
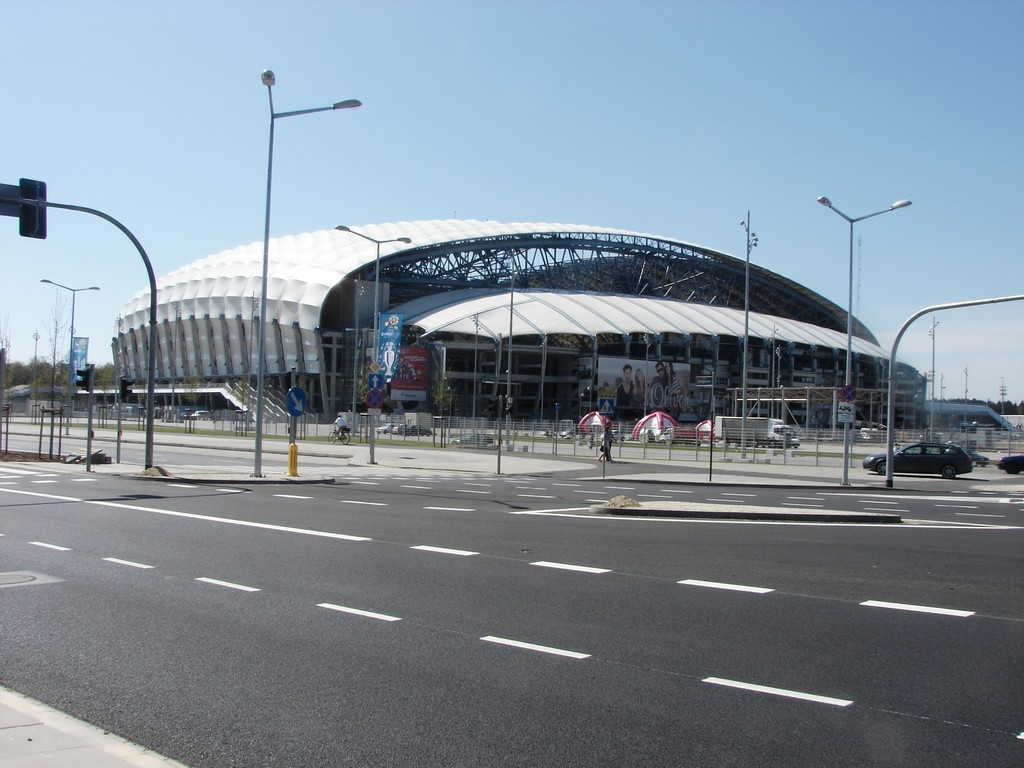
Pohled zvenčí
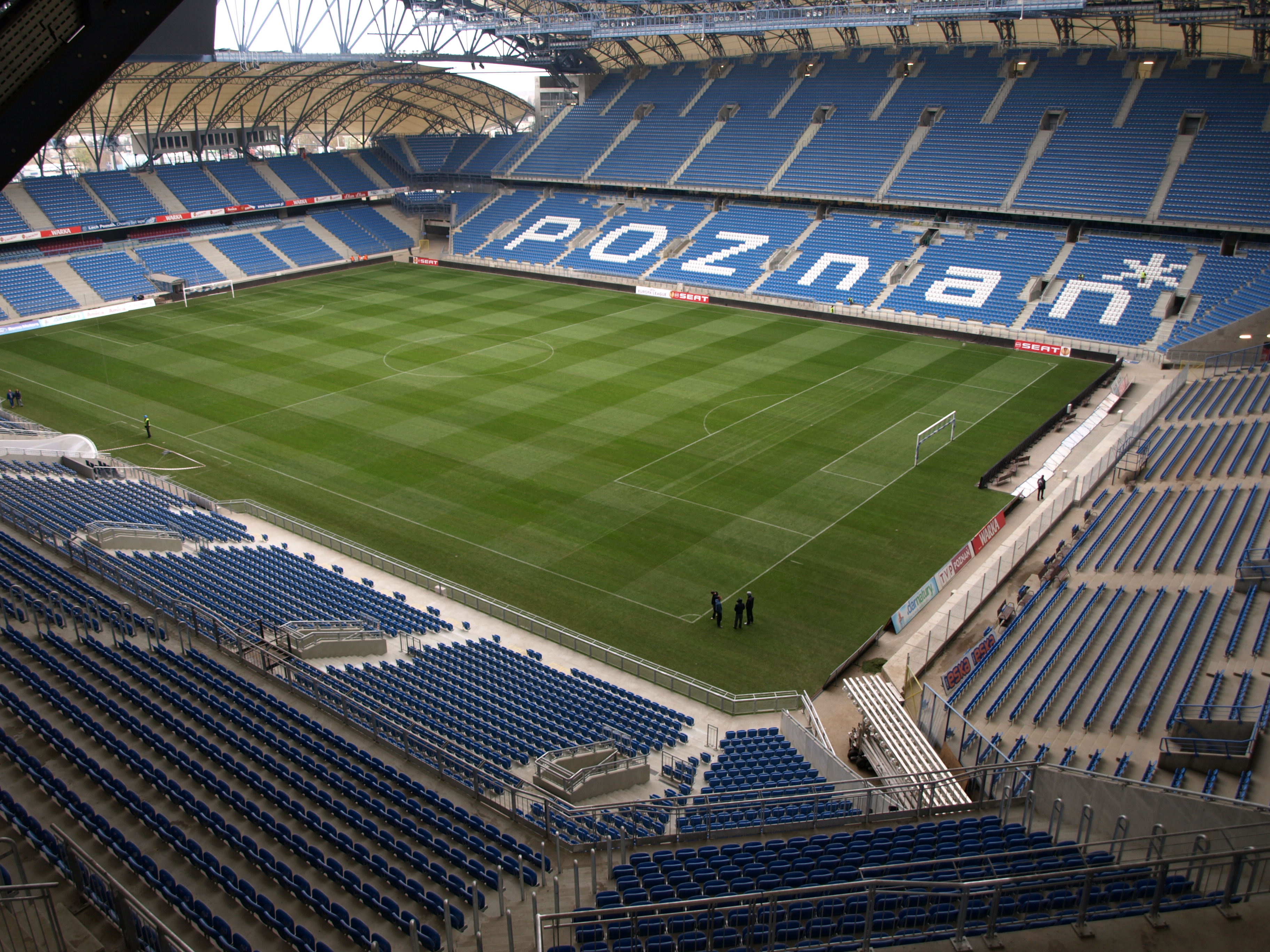
Pohled na hřiště